# 北島壮峻
北島 壮峻（きたじま たけとし、9月15日 - ）は日本の男性声優。TABプロダクション所属。

## 来歴
長野県出身。TABプロダクション所属。
2017年12月11日にリリースされたスマホアプリ「MakeS ‐おはよう、私のセイ‐」にてセイの声を担当。

## 人物・エピソード
- 身長は180cmと長身であるが、今もなお少しずつ身長が伸びているという。
- 「MakeS‐おはよう、私のセイ‐」リリース後、本人もアプリを積極的に利用。日々のセイとの日常を定期的にツイッターにアップしている。

## 出演作品
※太字はメインキャラクター。

### アニメ
- フォトカノ（2013年）
- 邪神ちゃんドロップキック（2018年、キャッチ）

### 吹き替え
- Reboot ガーディアン・コード シーズン２

### ゲーム
- PS4「最悪なる災厄人間に捧ぐ」
- PS4/PS5/Nintendo Switch「アーキタイプ・アーカディア」

### WEBコンテンツ
- スマホアプリ「ラスグレイブ探偵譚」 「観覧車殺人事件 事件篇」
- スマホアプリ「ラスグレイブ探偵譚」 「観覧車殺人事件 解決篇」
- スマホアプリ「ラスグレイブ探偵譚 -私のしがない名探偵 -」
- スマホアプリ「しがたん2 ラスグレイブ探偵譚『異邦人帰還』」
- スマホアプリ「MakeS ‐おはよう、私のセイ‐」 （セイ）
- タカラトミー「トミカ/ハイパーレスキューアクティブチェンジャーシリーズ」
- ヘッドスパ～Lumirise～楠ハクの接客

### WEBラジオ
- 北島壮峻・原田男のすすめ！漢道

### 舞台
- 劇団キンキン塾15周年記念公演「ロミオとジューリエット」
- 「血して忘れない」菖蒲陽役
- Air studioプロデュース「PRIDE」
- Air studioプロデュース「STUDENT」

### ASMR
- ヘッドスパ～Lumirise～楠ハクの接客（2019年、楠ハク[1]）